# Zonetakstsystem
 Der er for få eller ingen kildehenvisninger i denne artikel, hvilket er et problem. Du kan hjælpe ved at angive troværdige kilder til de påstande, som fremføres i artiklen.

Et zonetakstsystem er et takstsystem for offentlig transport, hvor systemets geografiske dækningsområde er inddelt i en mængde zoner (takstzoner). Man betaler således for, hvor mange (og evt. hvilke) zoner, man rejser i, snarere end for hvilke linjer man benytter, og hvilken afstand man tilbagelægger.
Nogle zonetakstsystemer (som f.eks. Londons) benytter koncentriske zoner, hvor en central zone er omgivet af flere andre zoner i ringe udenom hverandre. Det er praktisk steder, hvor meget af trafikken er rettet mod det samme sted, typisk centrum af en by. Andre systemer (som f.eks. Københavns) har derimod zoner uden "enklaver". Den centrale zone er simpelthen den, hvor passageren starter, og de øvrige zoner betragtes i ringe udenom denne. Det er praktisk, hvor trafikken ofte går på kryds og tværs af et område, f.eks. mellem flere forskellige købstæder i en region. Endelig findes der systemer (som f.eks. DSB's), hvor bestemte strækninger er delt op i et antal zoner. Det gør det muligt at fastsætte takster ud fra andre kriterier end geografi og lokale forhold.
Zonernes antal, omfang og grænser varierer fra område til område. Nogle steder har man fulgt kommunegrænserne, mens man andre steder har tilpasset efter placeringen af stationer og trafiklinjer. Tilsvarende gælder for taksterne. Nogle steder kan man nøjes med at betale for én zone, mens man i andre skal betale for mindst to. Det sidste kan forekomme fordyrende men er faktisk en fordel for folk, der bor i nærheden af zonegrænserne og derfor ikke bliver "straffet" med at skulle betale dobbelt pris. Til gengæld vil der i store systemer så også være fastsat et maksimalt antal zoner, man kan komme til at betale for. Dertil kan så komme forskellige særlige takster som f.eks. billige billetter for helt korte rejser eller tillæg for at rejse på 1. klasse. 
Et zonetakstsystem er ofte fælles for flere forskellige selskaber og transportmidler i et område, så passagererne kan skifte frit. I Hovedstadsområdet er takstsystemet f.eks. fælles for Movia, DSB, Metroselskabet og Hovedstadens Lokalbaner, der fastsætter zoner og takster i fællesskab og fordeler indtægterne imellem sig. Så selv om en passager kun rejser med et af selskaberne, er det altså ikke dette selskab alene, der bestemmer. Det skal dog bemærkes, at nogle selskaber, f.eks. DSB, også opererer i andre områder og derfor har et andet takstsystem, hvis man rejser udover et givent trafikselskabs område (her det tidligere HUR Trafik).

## "Fjerneste zone"
I det københavnske takstsystem (og en del andre) betaler man ikke for hvor mange zoner, man kører i, men for hvor langt væk (målt i zoner), man kommer fra udgangspunktet. Dette kan give det resultat at ud- og hjemrejse koster forskelligt, især hvis man ikke rejser den direkte vej. Eksempel:
| Udrejse   | Glostrup | Brøndbyøster | Valby | Kbh H | Ryparken | Vangede |
| Zone      | 43       | 32           | 2     | 1     | 2        | 31      |
| Hjemrejse | Glostrup | Brøndbyøster | Valby | Kbh H | Ryparken | Vangede |

Her kommer man på udrejsen fire zoner væk fra Glostrup (idet startzonen medtælles), mens man på hjemrejsen kun kommer tre zoner væk fra Vangede.
En direkte rejse via Ejby vil derimod koste det samme i begge retninger. Rejsen bliver også billigere i dette tilfælde, da alle relevante zoner støder op til hinanden, så selv om man rejser i tre zoner, er det kun to set fra startpunktet.
| Udrejse   | Glostrup | Ejby | Vangede |
| Zone      | 43       | 32   | 31      |
| Hjemrejse | Glostrup | Ejby | Vangede |